# Hydnobius tibialis
Hydnobius tibialis är en skalbaggsart som beskrevs av J. Sahlberg 1903. Hydnobius tibialis ingår i släktet Hydnobius, och familjen mycelbaggar. Enligt den finländska rödlistan är arten nära hotad i Finland. Arten har ej påträffats i Sverige. Artens livsmiljö är sandstränder vid sötvatten.